# 田口聡志
田口 聡志（たぐち さとし、1974年 - ) は、日本の会計学者。博士（商学）。同志社大学商学部教授。公認会計士。

## 略歴
1974年 千葉県生まれ。
1998年 慶應義塾大学商学部商学科卒業。
2004年 同大学院商学研究科博士課程修了、「デリバティブ会計の論理」で博士（商学）。
2001年 慶大商学部助手、2003年 財団法人地球産業文化研究所客員研究員、2004年 多摩大学助教授、2007年 同志社大学商学部准教授、2013年 教授。
2015年『実験制度会計論』で日経・経済図書文化賞受賞。
令和8年公認会計士試験試験委員（監査論）。
東証プライム上場企業の社外取締役や、コンサルティング会社の社外役員、監査法人のパートナーも務める。

## 著書

### 単著
- 『デリバティブ会計の論理』（税務経理協会, 2005年）
- 『実験制度会計論』（中央経済社, 2015年）
- 『教養の会計学』（ミネルヴァ書房, 2020年）
- 『企業会計の本質を巡って：プロトタイプとデジタル社会』（税務経理協会, 2025年）
- 『財務会計の思考法』（中央経済社, 2025年）

### 共著
- （田中弘, 向伊知郎）『会計学を学ぶ』（税務経理協会, 2008年）
- （田中弘, 藤田晶子, 戸田龍介, 向伊知郎, 篠原淳）『国際会計基準を学ぶ』（税務経理協会, 2011年）
- （田中弘, 藤田晶子, 戸田龍介, 向伊知郎, 篠原淳）『国際会計基準』（税務経理協会, 2013年）

### 分担執筆
- （瀧田輝己）『複式簿記入門』（税務経理協会, 2008年）

### 翻訳
- （サラ・E・ボナー）『心理会計学 会計における判断と意思決定』（監訳, 上枝正幸, 水谷覚, 三輪一統, 嶋津邦洋訳, 中央経済社, 2012年）